# جيمس فارمر
جيمس فارمر (بالإنجليزية: James Farmer)‏ هو سياسي نيوزلندي، ولد في 1823، وتوفي في 1895. انتخب عضو مجلس النواب نيوزيلندا.